# Novokatianna radiata
Novokatianna radiata är en urinsektsart som beskrevs av John Tenison Salmon 1946. Novokatianna radiata ingår i släktet Novokatianna och familjen Sminthuridae. Inga underarter finns listade i Catalogue of Life.